# Marcel Wędrychowski
Marcel Wędrychowski (Szczecin, 2002. január 13. –) lengyel korosztályos válogatott labdarúgó, a Pogoń Szczecin csatárja.

## Pályafutása

### Klubcsapatokban
Wędrychowski a lengyelországi Szczecin városában született. Az ifjúsági pályafutását a helyi Stal Szczecin csapatában kezdte, majd a Pogoń Szczecin akadémiájánál folytatta.
2018-ban mutatkozott be a Pogoń Szczecin első osztályban szereplő felnőtt keretében. Először a 2019. december 20-ai, Korona Kielce ellen 1–0-ra elvesztett mérkőzés 54. percében, Tomás Podstawski cseréjeként lépett pályára. A 2021–22-es szezonban a Górnik Łęczna csapatát erősítette kölcsönben. Első gólját 2023. március 11-én, a Zagłębie Lubin ellen idegenben 1–0-ra megnyert találkozón szerezte meg.

### A válogatottban
Wędrychowski az U16-ostól az U21-esig szinte minden korosztályos válogatottban képviselte Lengyelországot.
2021-ben debütált az U21-es válogatottban. Először 2021. október 8-án, Magyarország ellen 2–2-es döntetlennel zárult U21-es EB-selejtező 71. percében, Mateusz Boguszt váltva lépett pályára, majd tíz perccel később megszerezte első válogatott gólját is.

## Statisztikák
2023. március 11. szerint
| Klub                       | Szezon   | Osztály     | Bajnokság | Bajnokság | Kupa és Ligakupa | Kupa és Ligakupa | Nemzetközi | Nemzetközi | Összesen | Összesen |
| Klub                       | Szezon   | Osztály     | Meccs     | Gól       | Meccs            | Gól              | Meccs      | Gól        | Meccs    | Gól      |
| -------------------------- | -------- | ----------- | --------- | --------- | ---------------- | ---------------- | ---------- | ---------- | -------- | -------- |
| Pogoń Szczecin             | 2019–20  | Ekstraklasa | 2         | 0         | 1                | 0                | —          | —          | 3        | 0        |
| Pogoń Szczecin             | 2021–22  | Ekstraklasa | 0         | 0         | 0                | 0                | 1          | 0          | 1        | 0        |
| Pogoń Szczecin             | 2022–23  | Ekstraklasa | 13        | 1         | 1                | 0                | 0          | 0          | 14       | 1        |
| Pogoń Szczecin             | Összesen | Összesen    | 15        | 1         | 2                | 0                | 1          | 0          | 18       | 1        |
| Górnik Łęczna (kölcsönben) | 2021–22  | Ekstraklasa | 18        | 1         | 2                | 0                | —          | —          | 20       | 1        |
| Összesen                   | Összesen | Összesen    | 33        | 2         | 4                | 0                | 1          | 0          | 38       | 2        |